# Rahimabad
Rahīmābād (farsi رحیم‌آباد) è una città dello shahrestān di Rudsar, circoscrizione di Rahimabad, nella provincia di Gilan. Aveva, nel 2006, una popolazione di 6.994 abitanti. 